# 半グレ 反社会勢力の実像
『半グレ 反社会勢力の実像』（はんグレ はんしゃかいせいりょくのじつぞう）は、2019年7月29日に日本放送協会（NHK）が『NHKスペシャル』で放送したいわゆる半グレと呼ばれる反社会的集団を特集したドキュメンタリー番組である。
「大阪で最大の半グレグループを率いる2人の男」と「京都で半グレの一員として女性を風俗店で働かせていた大学生」に密着取材した内容であり、六本木クラブ襲撃事件で収監された関東連合元幹部でNPOの代表を務める怒羅権の創設者、半グレ集団の仕事を下請けさせられた若者、そして摘発を行う警察関係者らにもフォーカスを当てている。

## 批判
本番組の放映後、「（大阪のグループ2人について）あんな奴らが堂々と好き放題やっているのか」「はやく捕まえろ」といった趣旨の電話が大阪府警に殺到した。また、東京・霞が関の警察庁からも「番組を見た（警察庁）長官が激怒した。一体何だあの番組は」と抗議が入ったという。
大阪府警が本番組に協力していたが、その際にNHK側から事前に聞かされていた内容が実際に放映されたものと異なることが判明した。そのため、大阪のグループ2人が登場することになり、「半グレ達の華やかな生活を“若者の憧れの対象”にしかねない」といった趣旨の批判も発生した。

## 出演
- 拳月
- 吉満勇介 (通称、テポドン)
- 石元太一 (受刑者につき、手紙のみ登場)
- 汪楠
- オダギリジョー - ナレーション